# Tenis ziemny na Igrzyskach Azjatyckich 2006
Tenis ziemny na Igrzyskach Azjatyckich 2006 – turniej tenisowy, który był rozgrywany w dniach 4–14 grudnia 2006 roku podczas igrzysk azjatyckich w Dosze. Zawodnicy zmagali się na obiektach Khalifa International Tennis and Squash Complex. Tenisiści rywalizowali w siedmiu konkurencjach: singlu i deblu mężczyzn oraz kobiet, drużynówce mężczyzn oraz kobiet i mikście.

## Medaliści
| Konkurencja             | Złoty medal                                                                       | Srebrny medal                                                           | Brązowy medal |
| gra pojedyncza mężczyzn | Danai Udomchoke                                                                   | Lee Hyung-taik                                                          | Cecil Mamiit Gō Soeda |
| gra pojedyncza kobiet   | Zheng Jie                                                                         | Sania Mirza                                                             | Li Na Aiko Nakamura |
| gra podwójna mężczyzn   | Mahesh Bhupathi Leander Paes                                                      | Sanchai Ratiwatana Sonchat Ratiwatana                                   | Cecil Mamiit Eric Taino Jun Woong-sun Kim Sun-young |
| gra podwójna kobiet     | Zheng Jie Yan Zi                                                                  | Chan Yung-jan Chuang Chia-jung                                          | Ryōko Fuda Tomoko Yonemura Li Ting Sun Tiantian |
| gra mieszana            | Leander Paes Sania Mirza                                                          | Satoshi Iwabuchi Akiko Morigami                                         | Yu Xinyuan Sun Tiantian Lu Yen-hsun Hsieh Su-wei |
| gra drużynowa mężczyzn  | Korea Południowa · An Jae-sung · Chung Hee-seok · Jun Woong-sun · Lee Hyung-taik  | Japonia · Satoshi Iwabuchi · Toshihide Matsui · Gō Soeda · Takao Suzuki | Tajlandia · Sanchai Ratiwatana · Sonchat Ratiwatana · Paradorn Srichaphan · Danai Udomchoke Chińskie Tajpej · Chen Ti · Lu Yen-hsun · Jimmy Wang · Yi Chu-huan           |
| gra drużynowa kobiet    | Chińskie Tajpej · Chan Chin-wei · Chan Yung-jan · Chuang Chia-jung · Hsieh Su-wei | Indie · Ankita Bhambri · Isha Lakhani · Sania Mirza · Shikha Uberoi     | Uzbekistan · Akgul Amanmuradova · Albina Khabibulina · Dilyara Saidkhodjaeva · Iroda Tulyaganova Japonia · Ryōko Fuda · Akiko Morigami · Aiko Nakamura · Tomoko Yonemura |

### Tabela medalowa
| Miejsce | Państwo          |   |   |    | Razem |
| ------- | ---------------- | - | - | -- | ----- |
| 1       | Indie            | 2 | 2 | 0  | 4     |
| 2       | Chiny            | 2 | 0 | 3  | 5     |
| 3       | Chińskie Tajpej  | 1 | 1 | 2  | 4     |
| 4       | Korea Południowa | 1 | 1 | 1  | 3     |
|         | Tajlandia        | 1 | 1 | 1  | 3     |
| 6       | Japonia          | 0 | 2 | 4  | 6     |
| 7       | Filipiny         | 0 | 0 | 2  | 2     |
| 8       | Uzbekistan       | 0 | 0 | 1  | 1     |
|         | Razem            | 7 | 7 | 14 | 28    |